# August Wilhelm Henschel
August Wilhelm Eduard Theodor Henschel (* 20. Dezember 1790 in Breslau; † 24. Juli 1856 ebenda) war ein schlesisch-preußischer, deutscher Botaniker und Medizinhistoriker.
Sein botanisches Autorenkürzel lautet „Hensch.“

## Leben
August Wilhelm Theodor Henschels Vater Elias war Arzt in Breslau. Henschel studierte Medizin in Breslau, Berlin und Heidelberg und wurde 1812 an der Universität Breslau in Medizin promoviert (als Erster Mediziner). Danach praktizierte er als Arzt in Breslau. 1816 habilitierte er sich in Breslau mit einer Arbeit über Botanik (über die Natur der Pflanzen im Vergleich zu anderen Lebewesen) und wurde Privatdozent für Pathologie und 1820 veröffentlichte er eine Arbeit über die Sexualität von Pflanzen, die ihn damals bekannt machte. 1821 wurde er außerordentlicher und 1832 ordentlicher Professor in Breslau. Er hielt Vorlesungen über Botanik, Medizin und Geschichte der Medizin. 1852/53 war er Rektor der Universität Breslau.
Als Medizinhistoriker ist er für die Entdeckung des Compendium Salernitanum, die er 1837 in der Bibliothek des Maria-Magdalenen-Gymnasiums in Breslau fand. Es handelt sich um eine Sammlung von 35 medizinischen Schriften der Schule von Salerno aus dem 12. Jahrhundert. Sie waren überwiegend unbekannt und wurden mit anderen Schriften der Schule, die man danach fand, von Salvatore de Renzi unter Mitarbeit von Henschel 1852 herausgegeben. Weiter veröffentlichte er über Wissenschaftsgeschichte und Medizingeschichte in Schlesien.

## Ehrungen
1842 wurde er zum Mitglied der Deutschen Akademie der Naturforscher Leopoldina gewählt.
Nach ihm benannt ist auch die Pflanzengattung Henschelia C.Presl aus der Familie der Eierfruchtbaumgewächse (Hernandiaceae).

## Schriften (Auswahl)
- mit Salvatore De Renzi und Charles Victor Daremberg: Collectio Salernitana: ossia documenti inediti, e trattati di medicina appartenenti alla scuola medica Salernitana, 5 Bände, Tipografia del Filiatre-Sebezio, Neapel 1852–1859; Neudruck Bologna 1967 (= Biblioteca di storia della medicina, II, 1–5).
- Schlesiens wissenschaftliche Zustände im vierzehnten Jahrhundert; ein Beitrag insbesondere zur Geschichte der Medicin. 1850, 1967.
- Vertheidigung der Entzündlichen Natur des Croups, in: Horn’s Archiv für Med. Erfahrung, 1813
- mit Franz Joseph Schelver: Von der Sexualität der Pflanzen, Studien von Dr. August Henschel. Nebst einem historischen Anhange von Dr. F. J. Schelver, Breslau 1820 Google Books
- Commentatio de Aristotele botanico philosopho, Breslau 1824
- Vita G. E. Rumphii, Plini indici: accedunt specimen materiae Rumphianae medicae clavisque herbarii et thesauri Amboinensis, 1833
- De Aristotele botanico philosopho, 1823
- Ueber Einige Schwierigkeiten in der Pathologie der Hundswuth, Breslau 1829
- Zur Geschichte der Medicin in Schlesien. 1. Heft, Die vorliterärischen Anfänge, G. P. Aderholz, Breslau 1837 Google Books
- Petrarca’s Urteil über die Medicin und die Aerzte seiner Zeit. In: Janus. Band 1, 1846.
- Die Salernitanische Handschrift. In: Janus. Zeitschrift für Geschiche und Literatur der Medizin. Band 1, 1846, S. 40–84 und 300–368.
- Synopsis chronologica scriptorum medii aevi medicorum ac physicorum quae codicibus bibliothecarum Vratislaviensium continentur, 3 edizioni nel 1847
- Catalogus codicum medii aevi medicorum ac physicorum qui manuscripti in bibliothecis Vratislaviensibus asservantur. 2 Bände, Breslau (1847).
- Das Medicinische Doctorat, Seine Nothwendigkeit und Seine Reform, Breslau 1848
- Crato von Krafftheims Leben und ärztliches Wirken, 1853
- Francesco Petrarca, seine Bedeutung für Gelehrsamkeit, Philosophie und Religion, 1853
- De praxi medica Salernitana commentatio: cui praemissus est Anonymi Salernitani de adventu medici ad aegrotum libellus e Compendio Salernitano saec. XII. MSS. editus, Breslau 1850[6]
- Antonio Krocker … Summos In Medicina Et Chirurgia Honores Halis Ante Haec Decem Lustra Initos A. D. XIII. Cal. Novembr. A. MDCCC Gratulatur Universitatis Literarum Vratislaviensis Ordo Medicorum Interprete A. G. E. Th. Henschel: Inest 1. Anonymi Salernitani De Adventu Medici Ad Aegrotum Libellus Ex Compendio Salernitano Saec. XII M. S. Editus; 2. Commentatio De Praxi Medica Salernitana Compendio Et Libello Isto Maxime Illustrata. [Gratulationsschrift] Breslau 1850.
- Praemissae sunt de bibliothecarum Vratislaviensium codicibus manuscriptis medii aevi medicis ac physicis observationes generales, 1847
- Inest synopsis chronologica scriptorum medii aevi medicorum ac physicorum quae codicibus bibliothecarum Vratislaviensibus continentur, 1847

Er veröffentlichte auch in der 1846 bis 1849 in 3 Bänden in Breslau erschienenen, von ihm herausgegebenen und gegründeten Zeitschrift für Medizingeschichte Janus (weitere 2 Bände erschienen 1851 bis 1853).